# 東寧戰鬥
東寧戰鬥發生於1929年11月28日，地點則是在中國吉林一帶，是中東路事件的戰鬥之一。東寧戰鬥的交戰雙方，一方為东北軍，另一方為苏軍。

## 參看
- 中東路事件